# The Abbey Road EP
The Abbey Road is een ep van de Red Hot Chili Peppers, uitgebracht in 1988 door EMI.
Deze ep werd uitgebracht nadat gitarist Hillel Slovak was overleden aan een overdosis van heroïne. De titel en de foto op de hoes zijn afgekeken van het bekende album Abbey Road van The Beatles. De Peppers lopen echter naakt over het zebrapad, met enkel een sok om hun geslachtsdeel.

## Tracklist
1. Fire (Hendrix) – 2:02
2. Backwoods – 3:06
3. Catholic School Girls Rule – 1:57
4. Hollywood (Africa) (The Meters)– 5:04
5. True Men Don't Kill Coyotes – 3:38